# Alexander af Jugoslavien
Hans Kongelige Højhed Kronprins Alexander af Jugoslavien (født 17. juli 1945) er eneste søn og arving efter den sidste jugoslaviske konge Peter 2. af Jugoslavien og Alexandra af Grækenland. Da Jugoslavien efter opløsningen i dag forstås som staten Serbien, benytter han dog oftere titel som kronprins af Serbien.

## Biografi

### Fødsel og barndom
Alexanders far, kong Peter 2. af Jugoslavien, måtte gå i eksil i London i 1941 på grund af Nazitysklands besættelse af hjemlandet Jugoslavien. Her fandt han sin fremtidige hustru, prinsesse Alexandra af Grækenland, der også levede i eksil. De blev gift i 1944 og fik deres eneste søn, Alexander, året efter.
Alexander er født den 17. juli 1945 i suite 212 på Claridge's Hotel i London. Da traditionen bød, at en fremtidig jugoslavisk konge skal være født i Jugoslavien, gjorde den britiske regering suiten til suverænt jugoslavisk territorium i et døgn. Dermed kunne han straks få titel som kronprins af Jugoslavien. Hans gudforældre ved dåben var kong George 6. af Storbritannien og den senere dronning Elizabeth 2. af Storbritannien.
Alexanders far Peter 2. var under sit eksil anerkendt som Jugoslaviens konge af de allierede, men i løbet af krigen overgik den egentlige magt til partisanerne og kommunisterne. Det lykkedes kommunisterne at lancere Tito som «national folkehelt» og indsætte ham som enehersker med titlen statsminister. Den 2. december 1945 blev monarkiet afskaffet og Kongeriget Jugoslavien ophørte med at eksistere, da kommunisterne erklærede oprettelsen af staten Demokratiske Føderative Jugoslavien.
Alexanders forældre var imidlertid ude af stand til at tage ordentlig vare på ham, da moderen led hårdt af depressioner. Han blev derfor opdraget af sin mormor, Aspasia Manos.

### Ægteskaber og børn
Den 1. juli 1972 blev han gift i den lille by Villamanrique de la Condesa nær ved Sevilla i Andalusien i Spanien med den brasilianske prinsesse Maria da Glória af Orléans og Bragança, der var datter af den brasilianske tronprætendent prins Pedro Gastão af Orléans og Bragança og oldebarn af kejser Pedro 2. af Brasilien. De fik tre sønner:
1. Peter af Jugoslavien – født 5. februar 1980 i Chicago, USA.
2. Filip af Jugoslavien – født 15. januar 1982 i Fairfax, Virginia, USA
3. Alexander af Jugoslavien – født 15. januar 1982 i Fairfax, Virginia, USA

Alexander og Maria da Gloria blev skilt i 1985, og Alexander giftede sig på ny med Katherine Clairy Batis den 20. september 1985 i London.

### Tilbage i Jugoslavien
Alexander var første gang i Jugoslavien i 1991. Borgerkrigen i landet og dets følgende opsplittelse betød dog, at han først flyttede dertil i 2000 efter Slobodan Milosevics fald. Han opnåede jugoslavisk statsborgerskab i 2001 og han fik de ejendomme der tilhørte familien før eksilen tilbage. Han bor i dag på slottet i bydelen Dedinje i Beograd.

## Monarkiets genoprettelse
Alexander er en stærk fortaler for monarkiets genoprettelse i Serbien og mener, at han er den retmæssige konge af landet. Den serbiske ortodokse kirke støtter ham i kampen og den tidligere premierminister Zoran Đinđić sås ofte med den kongelige familie, selvom han dog aldrig officielt støttede kampen for monarkiet.
Alexander har officielt udtalt, at han aldrig vil engagere sig politisk netop for at underbygge tanken om et konstitutionelt monarki, ligesom dem der findes i bl.a. Danmark, Norge og Sverige. I stedet bruger han og sin hustru meget af deres tid på humanitært arbejde.
I 2006 var han vært for en reception for en stor international sammenkomst med ambassadører og diplomater fra Slovenien, Polen, Brasilien, Japan, USA og Østrig. Her talte han for et tættere samarbejde med EU og et fremtidigt medlemskab af samme.
Efter Montenegros løsrivelse i 2006 skulle der laves en ny forfatning for Serbien og blandt forskellige forslag var et konstitutionelt monarki. Det blev dog en republikansk forfatning der blev lagt til afstemning og befolkningen stemte for denne.